# Thomas Jarmoc
Thomas Janusz Jarmoc (ur. 19 kwietnia 1987 w Calgary) – kanadyjski siatkarz polskiego pochodzenia grający na pozycji przyjmującego. 
Jego rodzice Jacek i Zofia wyemigrowali do Kanady w okresie PRL. Jego ojciec był koszykarzem, a matka uprawiała skok w wzwyż. Ma dwie siostry Patricię i Caroline, które również uprawiają siatkówkę.
Do 2010 występował w University of Alberta, gdzie studiował. W sezonie 2010/2011 grał w greckim AOP Kifisias. Następnie przeniósł się do Bundesligi, w której w sezonie 2011/2012 bronił barw VfB Friedrichshafen. Z niemiecką drużyną zdobył puchar Niemiec. Sezon 2012/2013 spędził w Belgii, w drużynie Euphony Asse-Lennik. Od sezonu 2013/2014 występował w PlusLidze, w drużynie Jastrzębskiego Węgla.

## Sukcesy klubowe
Puchar Niemiec:
- 2012

Liga Mistrzów:
- 2014

Liga polska:
- 2014

## Sukcesy reprezentacyjne
Puchar Panamerykański:
- 2009